# Bank Słowiański
Bank Słowiański (niem. Slawische Bank AG) – potoczna nazwa Centralnego Banku Spółdzielczości Polskiej będącego centralą finansową wszystkich spółdzielni oraz banków polskich w Niemczech, z siedzibą w Berlinie. Bank był spółką akcyjną i działał w Niemczech w latach 1933–1939, kiedy został rozwiązany przez władze III Rzeszy, a jego majątek zagrabiono.

## Historia
W 1931 roku w Niemczech działało 21 polskich kółek kredytowych. Były to m.in., zakładane od 1895 roku, działające głównie na Śląsku i Pomorzu, banki ludowe (Volksbank eingetragene Genossenschaft mit unbeschränkter Haftptlicht), m.in. założony w 1904 w Berlinie Bank Ludowy „Pomoc” oraz założony w 1917 roku Bank Robotników w Bochum.
Bank Słowiański został założony 8 lutego 1933 w Berlinie z inicjatywy Związku Polaków w Niemczech oraz Związku Spółdzielni Polskich w Niemczech. Potocznie nazywano go Bankiem Słowiańskim, ale oficjalna nazwa brzmiała – Centralny Bank Spółdzielczości Polskiej. Instytucja była centralą finansową wszystkich spółdzielni oraz w sumie ok. 35 banków polskich i instytucji finansowych działających w przedwojennych Niemczech.

## Działalność
Z założenia bank był instytucją kredytową finansującą inicjatywy gospodarcze osób oraz organizacji mniejszości polskiej. Z kredytów w 90% korzystały banki spółdzielcze i spółki rolniczo-handlowe. Przykładowo bank finansował preferencyjnie kredyty sezonowe na zakup nasion i nawozów sztucznych dla spółek rolno-handlowych.
Kapitał zakładowy wynosił w momencie założenia 150 000 marek a 16 grudnia 1937 podniesiono go do sumy pół miliona reichsmarek. Jego obroty na rok przed wybuchem wojny wynosiły 30 426 000 marek. W III Rzeszy zarządzali nim dyrektor Franciszek Lemańczyk i Juliusz Malewski.
Bank odegrał bardzo ważną rolę w utrzymaniu i rozszerzeniu polskiego stanu posiadania w Niemczech oraz konsolidacji niemieckiej Polonii. Dzięki prężnej działalności Polonia w Niemczech miała w ówczesnym czasie swoje struktury gospodarcze, spółki rolno-handlowe, spółdzielnie i zjednoczenia zawodowe, drukarnie, gazety, szkoły, bursy, instytucje opieki socjalnej, stowarzyszenia kulturalne, zespoły artystyczne oraz kluby sportowe. W latach 1933–1939 bank zajmował się finansowaniem wielu projektów organizacji polonijnych w Niemczech. M.in. 10 listopada 1937 roku Bank Słowiański w całości sfinansował polskie gimnazjum w Kwidzynie, które było prywatną szkołą z planem nauczania uczelni wyższej oraz z polskim językiem jako językiem wykładowym. W Niemczech każde dziecko urodzone w polskiej rodzinie otrzymywało od Banku Słowiańskiego książeczkę bankową z fundowanym przez bank wkładem 20 marek.
Instytucja ta została zlikwidowana przez nazistów w 1939 roku przed agresją na Polskę. Majątek banku został zarekwirowany, a wielu pracowników aresztowanych.

## Siedziba i oddziały
Centrala banku mieściła się w Berlinie przy Potsdamer Strasse 61.

## Nieruchomości należące do banku
Bank Słowiański był właścicielem szeregu nieruchomości, jak dom bursy akademickiej we Wrocławiu, gmach polskiego gimnazjum w Kwidzynie, domu i parceli na Górze św. Anny, terenu w Raciborzu zakupionego na budowę gimnazjum żeńskiego i innych.

## Obroty banku w poszczególnych latach
- 1933 – 4 600 000 marek
- 1934 – 12 500 000 marek
- 1935 – 12 400 000 marek
- 1936 – 14 100 000 marek
- 1937 – 19 200 000 marek
- 1938 – 30 426 000 marek